# Rohov (Slowakije)

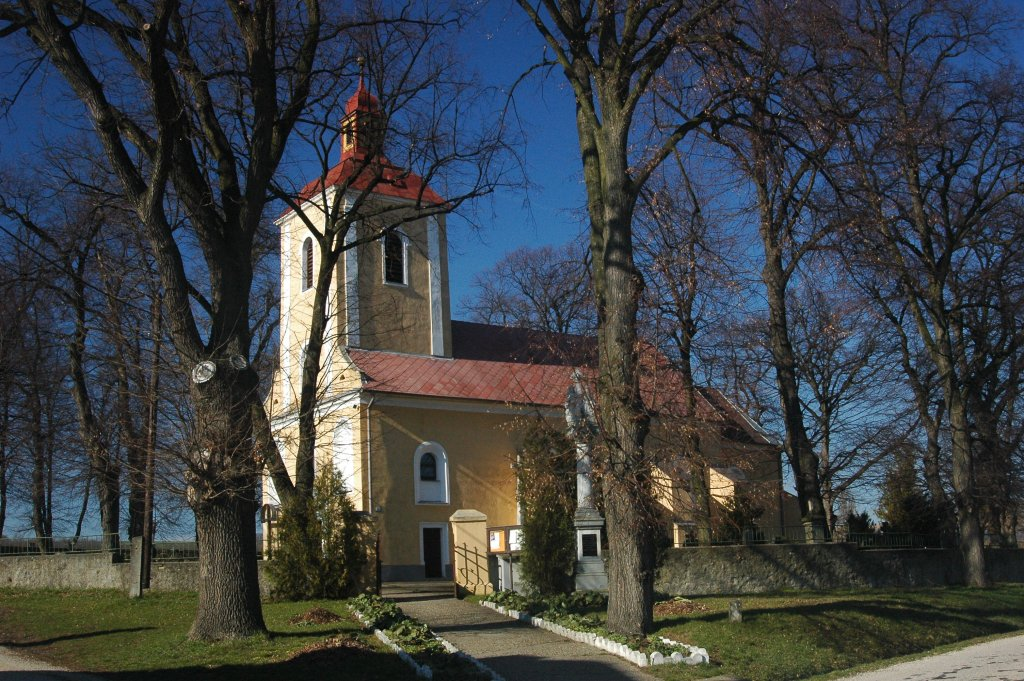
Rohov

Rohov (Hongaars: Rohó) is een Slowaakse gemeente in de regio Trnava, en maakt deel uit van het district Senica.
Rohov telt 399 inwoners.